# International Women's Open 2004
L'International Women's Open 2004 è stato un torneo di tennis giocato sull'erba. 
È stata la 30ª edizione del torneo di Eastbourne, che fa parte della categoria Tier II nell'ambito del WTA Tour 2004. 
Si è giocato a Eastbourne in Inghilterra, dal 14 al 19 giugno 2004.

## Campionesse

### Singolare
Svetlana Kuznecova ha battuto in finale  Daniela Hantuchová con il punteggio di 2–6, 7–6(2), 6–4

### Doppio
Alicia Molik /  Magüi Serna hanno battuto in finale  Svetlana Kuznecova /  Elena Lichovceva con il punteggio di 6–4, 6–4.